# Мост через Зею
Мост через Зею (также Зейский мост) — автомобильный мост, соединяющий Благовещенск с левым берегом реки Зеи.

## История
До строительства моста передвижение через реку Зею осуществлял паром, а зимой организовывали переезд по льду. Путепровод начали строить в 1976 году, а его официальное открытие состоялось в 1981 году. 35 лет мост работал без ремонта, когда в 2016 году заговорили о необходимости крупных восстановительных работ. В апреле 2020 года из-за повреждений движение по мосту грузового и пассажирского транспорта приостановили, однако в июне он снова был открыт.

## Новый мост
В то же время ещё с 1990-х годов шла речь о строительстве нового моста (варианты рассматривались в 1990—1993 годах). Однако конкретные шаги в данном направлении начали предприниматься только в 2010-х. В 2020 году начались строительные работы по возведению нового объекта в 3 км ниже по течению Зеи.